# 阿格紐 (內布拉斯加州)
阿格紐（英語：Agnew）是位於美國內布拉斯加州蘭開斯特縣的普查規定居民點。

## 歷史
阿格紐的郵局於1886年設立，其後於1978年停運。

## 人口
根據2020年美國人口普查的數據，阿格紐的面積為0.49平方千米，皆為陸地。當地共有人口30人，而人口密度為每平方千米61.22人。